# Форест Гроув (град, Орегон)
Форест Гроув (на английски: Forest Grove) е град в окръг Вашингтон, щата Орегон, САЩ. Форест Гроув е с население от 20775 жители (2007) и обща площ от 12,3 km². Намира се на 64 m надморска височина. ЗИП кодът му е 97116, а телефонният му код е 503, 971.